# St. Louis Rams 1997
La stagione 1997 dei St. Louis Rams è stata la 59ª della franchigia nella National Football League e la seconda a St. Louis, Missouri Nella prima stagione di Dick Vermeil come capo-allenatore, la squadra terminò all'ultimo posto della division con un record di 5-11, non riuscendo a raggiungere i playoff per la prima volta dal 1989. In possesso della prima scelta assoluta nel Draft NFL 1997, la squadra scelse il futuro membro della Pro Football Hall of Fame Orlando Pace.

## Roster
| Roster dei St. Louis Rams nel 1997 |
| --- |
| Quarterback - 12 Tony Banks - 11 Mark Rypien Running Back - 34 Craig Heyward FB - 33 Amp Lee - 38 David Thompson - 21 Lawrence Phillips Wide Receiver - 80 Isaac Bruce - 81 Keith Crawford - 88 Eddie Kennison - 82 Jermaine Ross - 83 Torrance Small - 87 J.T. Thomas Tight End - 84 Ernie Conwell - 89 Mitch Jacoby - 86 Aaron Laing Offensive Linemen - 70 Wayne Gandy T - 66 John Gerak G - 60 Mike Gruttadauria C - 73 Fred Miller T - 76 Orlando Pace T - 72 Zach Wiegert G - 50 Ryan Tucker C Defensive Linemen - 93 Kevin Carter DE - 75 D'Marco Farr DT - 91 Leslie O'Neal DE - 94 Jeff Robinson - 92 Bryan Robinson DE - 96 Jay Williams DE - 90 Jeff Zgonina DT Linebacker - 53 Nate Dingle - 57 Britt Hager - 52 Mike Jones - 55 Robert Jones - 59 Muadianvita Kazadi - 58 Roman Phifer - 51 Lorenzo Styles Defensive Back - 20 Taje Allen CB - 22 Billy Jenkins - 41 Todd Lyght CB - 35 Keith Lyle FS - 24 Dexter McCleon CB - 47 Ryan McNeil CB - 42 Joe Rowe - 32 Toby Wright SS Special Team - 2 Mike Horan P - 14 Jeff Wilkins K |
| Legenda - I rookie sono in corsivo. - Il primo ruolo è il principale mentre gli eventuali successivi indicano i ruoli secondari. - (IR) sta per Injured Reserve ed indica la lista ristretta per un solo giocatore infortunato che può tornare ad allenarsi dopo la settimana 6 e a rientrare in prima squadra dopo che questa ha giocato 8 partite. - (NF-Inj.) / (NF-Ill.) stanno rispettivamente per Non-Football Injured e Non-Football Illness ed indicano le liste dove viene inserito un giocatore che ha un infortunio o una malattia non dipendente dal football americano. - (PUP) sta per Physically Unable to Perform ed indica la lista dove viene inserito un giocatore mentre è in attesa di recuperare la condizione fisica. Nella stagione regolare dopo la sesta partita giocata dalla propria squadra, il giocatore ha tempo tre settimane per riprendere ad allenarsi, più tre settimane aggiuntive dal suo rientro agli allenamenti per rientrare in prima squadra.                                                          |

Fonte:

## Calendario
| Stagione regolare |                        |                    |
| Turno             | Avversario             | Risultato          |
| 1                 | New Orleans Saints     | V 38–24            |
| 2                 | San Francisco 49ers    | S 15–12            |
| 3                 | at Denver Broncos      | S 35–14            |
| 4                 | New York Giants        | V 13–3             |
| 5                 | at Oakland Raiders     | S 35–17            |
| 6                 | Settimana di pausa     | Settimana di pausa |
| 7                 | at San Francisco 49ers | S 30–10            |
| 8                 | Seattle Seahawks       | S 17–9             |
| 9                 | Kansas City Chiefs     | S 28–20            |
| 10                | at Atlanta Falcons     | S 34–31            |
| 11                | at Green Bay Packers   | S 17–7             |
| 12                | Atlanta Falcons        | S 27–21            |
| 13                | Carolina Panthers      | S 16–10            |
| 14                | at Washington Redskins | V 23–20            |
| 15                | at New Orleans Saints  | V 34–27            |
| 16                | Chicago Bears          | S 13–10            |
| 17                | at Carolina Panthers   | V 30–18            |

## Classifiche
| NFC West                |    |    |   |      |     |     |     |
|                         | V  | S  | P | %    | PF  | PS  | STR |
| (1) San Francisco 49ers | 13 | 3  | 0 | .813 | 375 | 265 | S1  |
| Carolina Panthers       | 7  | 9  | 0 | .438 | 265 | 314 | S2  |
| Atlanta Falcons         | 7  | 9  | 0 | .438 | 320 | 361 | S1  |
| New Orleans Saints      | 6  | 10 | 0 | .375 | 237 | 327 | S1  |
| St. Louis Rams          | 5  | 11 | 0 | .313 | 299 | 359 | V1  |